# Liste des épisodes de The Rookie : Le Flic de Los Angeles

Cet article présente la liste des épisodes de la série télévisée américaine The Rookie : Le Flic de Los Angeles.

## Épisodes
| Saisons | Saisons | Nombre d'épisodes | Diffusion originale sur ABC | Diffusion originale sur ABC |
| Saisons | Saisons | Nombre d'épisodes | Début de saison             | Fin de saison               |
| ------- | ------- | ----------------- | --------------------------- | --------------------------- |
|         | 1       | 20                | 16 octobre 2018             | 16 avril 2019               |
|         | 2       | 20                | 29 septembre 2019           | 10 mai 2020                 |
|         | 3       | 14                | 3 janvier 2021              | 16 mai 2021                 |
|         | 4       | 22                | 26 septembre 2021           | 15 mai 2022                 |
|         | 5       | 22                | 25 septembre 2022           | 2 mai 2023                  |
|         | 6       | 10                | 20 février 2024             | 21 mai 2024                 |
|         | 7       | 18                | 7 janvier 2025              | 13 mai 2025                 |

### Première saison (2018-2019)
1. Premiers pas (Pilot)
2. Pas de repos pour les braves (Crash Course)
3. Plan B (The Good, the Bad and the Ugly)
4. Changement d'équipe (The Switch)
5. Le Tournoi (The Roundup)
6. La Fin d'une légende (The Hawke)
7. Un VIP à bord (The Ride Along)
8. Légitime défense (Time of Death)
9. Piégés (Standoff)
10. Un air de famille (Flesh and Blood)
11. Séquoia (Redwood)
12. Cœurs brisés (Heartbreak)
13. La Main dans le sac (Caught Stealing)
14. Premier jour en solo (Plain Clothes Day)
15. La Chasse à l’homme (Manhunt)
16. Le Contrat (Greenlight)
17. Protection de témoin (The Shake Up)
18. Le Vieux bleu et le jeune avocat (Homefront)
19. Le Défi (The Checklist)
20. Contamination (Free Fall)

### Deuxième saison (2019-2020)
Composée de vingt épisodes, elle est diffusée depuis le 29 septembre 2019.
1. Impact (Impact)
2. Recherche appartement (The Night General)
3. Le Pari (The Bet)
4. Le Billet en or (Warriors and Guardians)
5. Surprise ! (Tough Love)
6. Tous aux abris ! (Fallout)
7. Prudence (Safety)
8. Une journée particulière (Clean Cut)
9. Le Point de rupture (Breaking Point)
10. Le Mal incarné (The Dark Side)
11. La Course contre la mort (Day of Death)
12. L'Heure du choix (Now and Then)
13. Héritage (Follow-Up Day)
14. Opération clandestine (Casualties)
15. Usurpation d'identité (Hand-Off)
16. Dans la nuit (The Overnight)
17. La Cargaison (Control)
18. Sous pression (Under the Gun)
19. La Dernière ligne droite (The Q Word)
20. La Taupe (The Hunt)

### Troisième saison (2021)
Cette saison de quatorze épisodes est diffusée depuis le 3 janvier 2021. L'action se déroule en 2021 mais ne tient pas compte de la pandémie de Covid-19 aux États-Unis.
1. Conséquences (Consequences)
2. Injustice (In Justice)
3. La Fiera (La Fiera)
4. Sabotage (Sabotage)
5. Alerte à la bombe (Lockdown)
6. Infiltrées (Revelations)
7. La Star déchue (True Crime)
8. Tel père, telle fille (Bad Blood)
9. Alerte enlèvement (Amber)
10. Le Garçon d'honneur (Man of Honor)
11. Nouvelles recrues (New Blood)
12. À cœur vaillant… (Brave Heart)
13. Opération infiltration (Triple Duty)
14. Le Jour J (Threshold)

### Quatrième saison (2021-2022)
Elle est diffusée depuis le 26 septembre 2021.
1. La Vie et la mort (Life and Death)
2. Cinq minutes (Five Minutes)
3. Dans la ligne de feu (In the Line of Fire)
4. Chaud bouillant (Red Hot)
5. Acétylcholine (A.C.H.)
6. Chasse au trésor (Poetic Justice)
7. Combat à mort (Fire Fight)
8. Menace sur la ville (Hit and Run)
9. Remise en cause (Breakdown)
10. Le Cœur au bord des lèvres (Heart Beat)
11. Dénouement (End Game)
12. Toc toc toc (The Knock)
13. Les Trois quêtes (Fight or Flight)
14. Tir à vue (Long Shot)
15. Témoins à abattre (Hit List)
16. Un meurtre pour de vrai (Real Crime)
17. Négociation (Coding)
18. Traîtres (Backstabbers)
19. Simone (Simone)
20. Enervo (Enervo)
Introduction-pilote, avec l'épisode Simone, de la série The Rookie: Feds
21. La Fête des mères (Mother's Day)
22. Remplacement au pied levé (Day in the Hole)

### Cinquième saison (2022-2023)
Elle est diffusée depuis le 25 septembre 2022.
Cette saison inclut plusieurs mini-crossovers des personnages de la série dérivée The Rookie: Feds, et vice-versa.
1. Quitte ou double (Double Down)
2. Choix professionnels (Labor Day)
3. Ici et d'ailleurs (Dye Hard)
4. Le Choix (The Choice)
→ Début d'un crossover qui se termine dans The Rookie: Feds (saison 1 épisode 4).
5. Le Fugitif (The Fugitive)
6. La Déposition (The Reckoning)
7. Tir croisé (Crossfire)
8. Le Collier (The Collar)
9. La Répétition (Take Back)
10. La Liste (The List)
→ Début d'un crossover qui se termine dans The Rookie: Feds (saison 1 épisode 10).
11. Guerres de gangs (The Naked and the Dead)
12. Avis de décès (Death Notice)
13. Le Flic sexy (Daddy Cop)
14. Condamnation à mort (Death Sentence)
15. Un plan risqué (The Con)
16. Double contamination (Exposed)
17. Le Cheval de Troie (The Enemy Within)
→ Début d'un crossover qui se termine dans The Rookie: Feds (saison 1 épisode 17).
18. Panique dans le multivers (Double Trouble)
19. Arrêt sur image (A Hole in the World)
20. Droit au but (S.T.R)
21. Liquidation (Going Under)
→ Début d'un crossover qui se termine dans The Rookie: Feds (saison 1 épisode 21).
22. Masque de la honte (Under Siege)

### Sixième saison (2024)
Elle est diffusée depuis le 20 février 2024.
1. Contre-attaque (Strike Back)
2. Un mariage plein de surprise (The Hammer)
3. Panique sous les tropiques (Trouble in Paradise)
4. Le Tueur au pentagramme (Training Day)
5. Le Serment (The Vow)
6. Mensonges et Secrets (Secrets and Lies)
7. Cherche nounou désespérément (Crushed)
8. Guerre Ouverte (Punch Card)
9. L'Étau se resserre (The Squeeze)
10. L'Évasion (Escape Plan)

### Septième saison (2025)
Elle est diffusée depuis le 7 janvier 2025.
1. Attention ! Nouvelles recrues ! (The Shot)
2. Un super-héros de quartier (The Watcher)
3. Haute sécurité (Out of Pocket)
4. La Menace (Darkness Falling)
5. Jusqu’au bout (Til Death)
6. Le Gala (The Gala)
7. Une nuit agitée (The Mickey)
8. L’Incendie (Wildfire)
9. Le Baiser (The Kiss)
10. Le Voile du mensonge (Chaos Agent)
11. Course contre la bombe (Speed)
12. Poisson d’Avril (April Fools)
13. Mauvaise publicité (Three Billboards)
14. Les Fous du crime (Mad About Murder)
15. Une affaire pas comme les autres (A Deadly Secret)
16. Le Retour (The return)
17. Trop belle pour moi (Mutiny And The Bounty)
18. Le Bon, la brute et l’Oscar (The Good, The Bad, And The Oscar)